# Кантус (река)
Кантус (Кыче) — река в России, протекает по Таштагольскому району Кемеровской области.
Устье реки находится в 14 км от устья реки Таяс по правому берегу. Длина реки составляет 20 км.

## Данные водного реестра
По данным государственного водного реестра России, относится к Верхнеобскому бассейновому округу, водохозяйственный участок реки — Томь от истока до города Новокузнецк, без реки Кондома, речной подбассейн реки — Томь. Речной бассейн реки — (Верхняя) Обь до впадения Иртыша.